# Seldingersällskapet
Seldingersällskapet för Vaskulär och Interventionell Radiologi (SSVIR) grundades 1992 och är en delförening inom Svensk Förening för Medicinsk Radiologi.
SSVIR är en intresseförening för interventionell radiologi och arrangerar det årligen återkommande Seldingermötet.
Föreningen har tagit sitt namn efter den svenske radiologen Sven Ivar Seldinger.